# Jorge Bobone
Pour les articles homonymes, voir Bobone.
Jorge E. Bobone est un astronome argentin, né à Córdoba le 22 juillet 1901 et mort dans la même ville le 21 octobre 1958.

## Biographie
Ses travaux ont lieu à l'observatoire astronomique de Córdoba créé par Benjamin Apthorp Gould dans les années 1870.
Il publie de nombreux articles entre 1928 et 1954 dans Astronomical Journal et dans Astronomische Nachrichten. La majorité de ses publications concerne les comètes, l'éphéméride d'Himalia, un satellite de Jupiter, et les astéroïdes.
Un cratère lunaire et l'astéroïde (2507) Bobone portent son nom.